# Station Högboda
Station Högboda is een spoorwegstation in de Zweedse plaats Högboda. Het station werd geopend op 19 juni 1871 en ligt aan de Värmlandsbanan. Vanaf 1917 werd het station een halte genoemd, echter werd dit in 1989 weer teruggedraaid. 

## Verbindingen
| Serie | Treinsoort       | Route | Bijzonderheden |
| ----- | ---------------- | --- | --- |
| 70    | Stoptrein (VTAB) | (Kongsvinger – ) Charlottenberg – Arvika – Högboda – Kil – Karlstad – Kristinehamn ( – Degerfors – Örebro) | Een aantal treinen per dag vanaf Kongsvinger en tot Örebro. Stopt beperkt op de haltes Ås, Lerot, Ottebol, Brunsberg en Lene. |